# Minami, Sapporo
Minami (南区 Minami-ku) là quận thuộc thành phố Sapporo, phó tỉnh Ishikari, Hokkaidō, Nhật Bản. Tính đến ngày 1 tháng 10 năm 2020, dân số ước tính của quận là 135.777 người và mật độ dân số là 210 người/km2. Tổng diện tích của quận là 657,5 km2.

## Giao thông
- Tàu điện ngầm đô thị Sapporo
  - Tuyến Namboku: Sumikawa - Jieitai-Mae - Makomanai